# Jacobsenia vaginata
Jacobsenia vaginata är en isörtsväxtart som först beskrevs av L. Bol., och fick sitt nu gällande namn av H.-d. Ihlenfeldt. Jacobsenia vaginata ingår i släktet Jacobsenia och familjen isörtsväxter. Inga underarter finns listade i Catalogue of Life.

## Bildgalleri

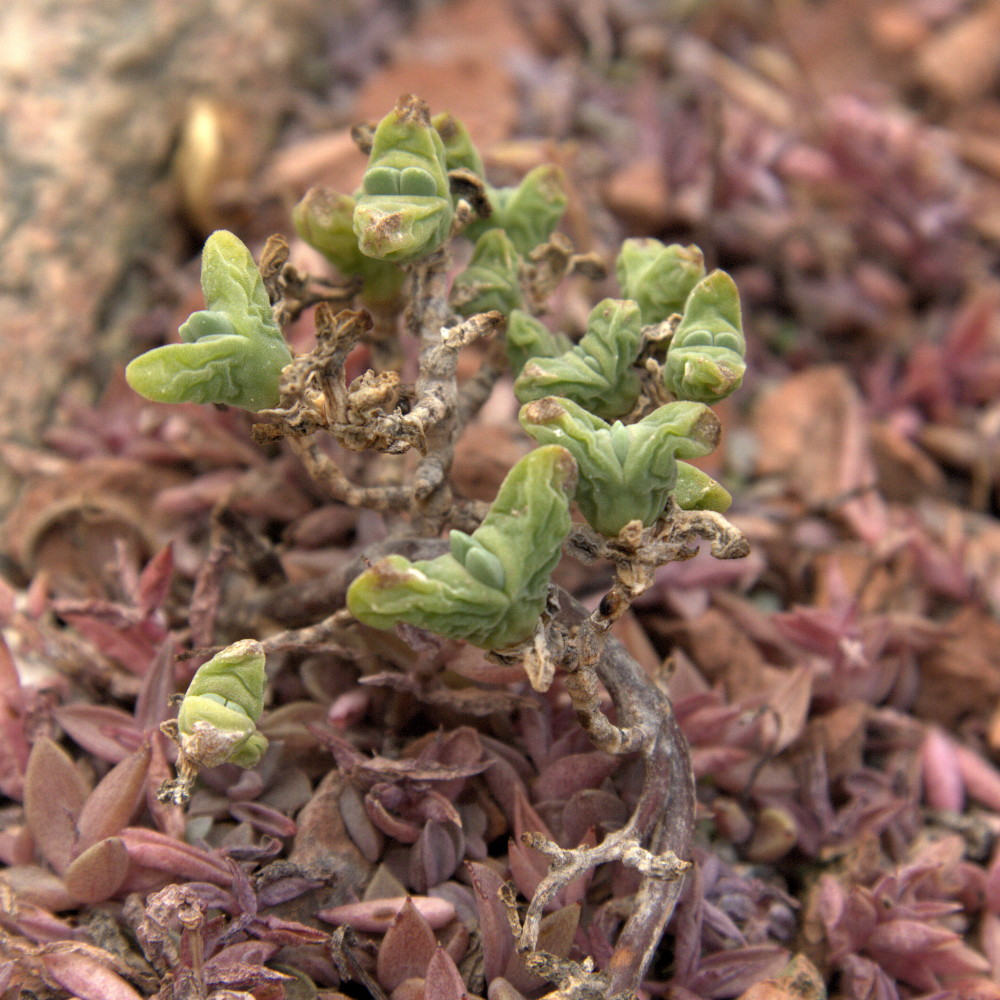